# Tarde para todos
Tarde para todos 
va ser un programa de TVE emès la tarda dels diumenges entre 1972 i 1974.
Es tractava d'un macro-programa contenidor de sis hores de durada -de 15:30 a 21:30- en el qual tenien cabuda diferents seccions, concursos, entrevistes, esport, actuacions musicals, humor i sèries. L'emissió començava amb la sèrie nord-americana Los dos mosqueteros, protagonitzada per Ben Murphy. La següent secció es titulava A todo ritmo, de caràcter musical. A continuació La pantera rosa i la secció Estrellas invitadas amb entrevista a una celebritat. El programa es tancava amb el concurs Fe de erratas i el mini-espai Mundo Camp, amb guions de Romano Villalba.
El programa es va estrenar al juny de 1972 i substituïa a un programa similar, Siempre en domingo, que va dirigir Manuel Martín Ferrand. Es va mantenir en pantalla fins a març de 1974. A partir d'aquesta data va ser substituït per un altre programa que responia a les mateixes premisses: Todo es posible en domingo.
Sota la direcció d'Óscar Banegas, assistit per Hugo Stuven, el programa va estar presentat per Juan Antonio Fernández Abajo, acompanyat per Clara Isabel Francia, José Luis Uribarri, José Antequera i Torrebruno. El 1973 es van incorporar també a l'equip la debutant Eva Gloria, Willy Rubio i Luciana Wolf. El programa comptava amb l'humor de Joe Rígoli, en el paper de Tancredo Tardón i de Fernando Esteso.
Des del 2 de desembre de 1973 es va produir una renovació dels presentadors, amb la incororación de dues llavors joves promeses de la televisió: Yolanda Ríos, ex-hostessa de Un, dos, tres ... i Nicolás Romero procedent de Los Chiripitifláuticos. El tàndem va continuar al capdavant del programa fins a la seva definitiva cancel·lació.
Entre d'altres, van passar pel plató de Tarde para todos els següents artistes: Palito Ortega, Luis Aguilé, Camilo Sesto, Betty Missiego, Bruno Lomas, Cecilia, Los 3 Sudamericanos, Lola Flores, Fórmula V, Tony Ronald, Gigliola Cinquetti, Junior, Salomé, Armando Manzanero, Los Diablos, Lorenzo Santamaría, Albert Hammond, Salvatore Adamo, José Luis Moreno, Rosa León, Georgie Dann i Las Grecas. Juan Antonio Fernández Abajo va obtenir els Premis Antena de Oro i TP d'Or 1973, per la seva tasca davant del programa.